# 介福乡
介福乡，是中华人民共和国福建省泉州市永春县下辖的一个乡镇级行政单位。

## 行政区划
介福乡下辖以下地区：
紫美村、龙津村和福东村。